# Amblyopsis spelaea
Amblyopsis spelaea е вид лъчеперка от семейство Amblyopsidae. Видът е почти застрашен от изчезване.

## Разпространение
Разпространен е в САЩ.

## Описание
На дължина достигат до 11 cm.